# Cours-de-Monségur
Cours-de-Monségur is een gemeente in het Franse departement Gironde (regio Nouvelle-Aquitaine) en telt 249 inwoners (1999). De plaats maakt deel uit van het arrondissement Langon.

## Geografie
De oppervlakte van Cours-de-Monségur bedraagt 9,6 km², de bevolkingsdichtheid is 25,9 inwoners per km².
De onderstaande kaart toont de ligging van Cours-de-Monségur met de belangrijkste infrastructuur en aangrenzende gemeenten.

## Demografie
Onderstaande figuur toont het verloop van het inwonertal (bron: INSEE-tellingen).